# Шоколадниця (картина)
«Шоколадниця» (фр. La Belle Chocolatière, нім. Das Schokoladenmädchen) — найвідоміша картина швейцарського художника XVIII століття Ж. Е. Ліотара, яка зображує служницю, що несе гарячий шоколад на таці. Виконана в техніці пастелі на пергаменті. Зберігається в Галереї старих майстрів (Дрезденська картинна галерея)

## Трохи історії
Вважають, що ця пастель  була зроблена між 1743 та 1745 роками. Сюжет простий — австрійська камеристка несе напій та склянку води. Для збірки дрезденського курфюрста її придбав граф Альгаротті у 1745 у Венеції, де твір добре знали митці. Авторитетна у Венеції художниця Розальба Кар'єра, що сама робила пастелі, високо оцінювала твір колеги - Ж.-Е.Ліотара.

## Трохи про Ліотара
Ліотар тринадцята дитина в родині. Є припущення, що був ще й брат близнюк, який став гравером. Батько купець, що емігрував з Франції та оселився в Женеві. Хлопця готували для кар'єри ремісника, бо він не з королівської родини. Був учнем мініатюриста Даніеля Гарделя. Навчання продовжив в Парижі. Деякий час жив у турецькому Стамбулі, куди потрапив по запрошенню англійського лорда. Зі Стамбула привіз пристрасть до турецьких тем у творчості. Мандрував, був у Молдові (тоді входила до складу Туреччини), Римі, Венеції, Лондоні, Амстердамі, Відні. Останнє особливо значуще, бо за припущеннями німецька служниця «шоколадниця» саме з Відня. Був одружений, його родина мала п'ятеро дітей.